# Hort
Hort nagyközség Heves vármegye Hatvani járásában.

## Fekvése
Az Alföld északi részén, Hatvantól 8 kilométerre keletre találjuk Hortot, amely Heves vármegye egyik legnagyobb községe. A terület átmenet a síkság és a dombvidék között.
A szomszédos települések: észak felől Ecséd, északkelet felől Nagyréde, kelet felől Atkár, délkelet felől Csány, délnyugat felől pedig Hatvan.

### Megközelítése
A község területén áthalad a 3-as főút, amely kényelmes megközelítési lehetőséget biztosít Budapest és a vármegye keletebbi fekvésű települései felől is; illetve a nyugati határszéle mellett indul dél felé a 32-es főút, mely Szolnok térségéig vezet.
A belterületétől nem messze északra elhalad az M3-as autópálya is, amelynek Hort nyugati határszélén egy csomópontja (Szolnok-Hatvan-kelet csomópont), sőt egy pihenőhelye is van. A környező települések közül Csánnyal a 3202-es út, Ecséddel és azon keresztül Rózsaszentmártonnal pedig a 24 141-es számú mellékút köti össze.
Vonattal sokáig a Hatvan–Miskolc–Szerencs–Sátoraljaújhely-vasútvonalon volt elérhető; a Hort-Csány vasútállomás a település központjától mintegy 3 kilométerre délre található; közúti elérését a 3202-es útból kiágazó 32 301-es számú mellékút biztosítja. (A vasútállomás 2016/2017-es menetrendi időszaktól kezdődően le van zárva a személyforgalom elől.)

## Története
Hort eredetileg besenyő telep volt, Béla király névtelen jegyzője szerint a besenyők földjéről jött Tonuzoba törzse népesítette be. A települést az 1332-1337 évi pápai tizedjegyzékben Hwrth alakban írva említették, plébániája a patai esperesi kerületbe tartozott.
1433-ban az egri káptalan a Pálóci családot iktatta be Hort birtokába. A Pálóciak utolsó sarja Pálóci Antal zempléni főispán volt, aki 1526-ban a mohácsi csatában lelte halálát, ezzel a vármegyében fekvő birtokai uratlanná váltak. Pálóci halálának hírére a Ráskayak és a Dobó testvérek tartottak igényt Hortra, melyet Ráskay Zsigmond, Adáccsal, Szűcsivel és Ecséddel együtt elfoglalt. 1539 körül Werbőczy István tette rá a kezét a helységre, ami ellen a Dobó testvérek, Ferenc, Domokos és István tiltakoztak.
1552-ben Bebek Ferenc és György birtokában volt, Bebek azonban hűtlenségbe esett, mivel az 1556. évi országgyűlésen nem jelent meg, ezért Ferdinánd király megfosztotta őt javaitól, Hortot Alaghy Györgynek és Themes Ferencnek adományozta.
Az 1549-1552 évi adóösszeírás szerint 10, 1564-ben 18 portája volt. 1589-1590-ben Hort az egri vár fenntartására szolgáltatta be a főpapi tizedet.
A falu a 16. század végén elpusztult, néptelenné vált. 1614-ben is mint puszta szerepelt, de 1621-ben már ismét népes volt: 10 gazda lakott itt ekkor.
1653-ban a törökök túlkapásai annyira elszaporodtak, hogy Hort lakói elhagyták a falut, s a dézsmaszedők elnéptelenedett házakat találtak csupán.
A török uralom végén Koháry István volt a földesúr, 38 jobbágytelekkel. 1719-1720-ban Nógrád vármegyéből magyar és szlovák ajkú lakosokat telepítettek be. A későbbiekben a gróf Batthyány, a Hendelényi, a Wintenberg, valamint a Horti családok birtokolták. A Nagyalföld északi szélén fekvő Hort a 20. század első felében már mint nagyközség szerepelt a hatvani járásban.
A községi pecsét címeralakja 1739-ből: ekevas, mellette három csillag, kőirata: Hoort falu pecséte, 1739.
A 20. század elején Heves vármegye Hatvani járásához tartozott.
1910-ben 4104 lakosából 4090 magyar volt. Ebből 4002 római katolikus, 80 izraelita volt.
2001-ben a település lakosságának közel 100%-a magyar nemzetiségűnek vallotta magát.

## Közélete

### Polgármesterei
- 1990–1994: Kassa László (független)[4]
- 1994–1998: Kassa László (független)[5]
- 1998–2002: Kassa László (független)[6]
- 2002–2006: Kassa László (független)[7]
- 2006–2010: Kerek Oszkár (független)[8]
- 2010–2014: Kerek Oszkár (független)[9]
- 2014–2019: Kerek Oszkár (független)[10]
- 2019–2022: Juhász László (független)[11]
- 2022–2024: Magyar Norbert (független)[12]
- 2024– : Magyar Norbert (független)[1]

A településen 2022. augusztus 14-én időközi polgármester-választást (és képviselő-testületi választást) kellett tartani, mert a korábbi képviselő-testület 2022. május 12-én feloszlatta magát. A választáson a hivatalban lévő polgármester is elindult, de csekély (mindössze 5 szavazatnyi) különbséggel alulmaradt egyik kihívójával szemben.

## Népesség
A település népességének változása:
| Lakosok száma | 3657 | 3624 | 3634 | 3577 | 3543 | 3533 | 3531 |
|               | 2013 | 2014 | 2015 | 2021 | 2022 | 2023 | 2024 |

A 2011-es népszámlálás során a lakosok 89,1%-a magyarnak, 0,2% cigánynak, 0,2% németnek, 0,3% románnak mondta magát (10,9% nem nyilatkozott; a kettős identitások miatt a végösszeg nagyobb lehet 100%-nál). A vallási megoszlás a következő volt: római katolikus 64,8%, református 2,3%, evangélikus 0,4%, görögkatolikus 0,3%, felekezeten kívüli 10,6% (20,9% nem nyilatkozott).
2022-ben a lakosság 89,6%-a vallotta magát magyarnak, 0,4% cigánynak, 0,3% németnek, 0,1-0,1% ukránnak, szlováknak, horvátnak és szerbnek, 2,7% egyéb, nem hazai nemzetiségűnek (10,4% nem nyilatkozott; a kettős identitások miatt a végösszeg nagyobb lehet 100%-nál). Vallásuk szerint 43,1% volt római katolikus, 1,7% református, 0,4% evangélikus, 0,3% görög katolikus, 1% egyéb keresztény, 0,7% egyéb katolikus, 11,3% felekezeten kívüli (41,3% nem válaszolt).

## Nevezetességei
Római katolikus templomát a régi templom helyére az 1950-es években építették (Bajcsy-Zsilinszky út). 1696-ban már állhatott kőtemplom itt, 1742-ben új templomot építettek a régi kicsinysége miatt. A templomnak több ereklyéje is van. Az egyik az a miseruha, amely aranyszállal díszített borvörös brokátból készült, és 1686-ban került az Esterházyak birtokába; később ők adományozták a templomnak. A fából készült feszület a régi templomból való.
Az 1848–49-es forradalom és szabadságharc 100. évfordulóján Petőfi Sándor-mellszobrot helyeztek el a községben. A templom előtt áll Nepomuki Szent János szobra, mely védettség alatt álló műemlék.

## Ismert személyek

### Díszpolgárok
- Taby Árpád (1896–1973) katonatiszt, testőrőrnagy, országgyűlési képviselő[16]